# 32313 Zhangmichael
32313 Zhangmichael este o planetă minoră (asteroid), cu un diametru de 7,594 km, din centura de asteroizi. A fost descoperită pe 24 august 2000 la Experimental Test Site⁠(d) de Lincoln Near-Earth Asteroid Research. 
Obiectul prezintă o orbită caracterizată de o semiaxă mare de 3,1909227 UAi, o excentricitate de 0,11, o înclinație de 1,26324 ° în raport cu ecliptica.